# Gordian Knot (software)
Gordian Knot, vernoemd naar de Gordiaanse knoop, is een verzameling van freeware en shareware-software waarmee video- en audio-bewerkingen van gedigitaliseerde video- en audiobestanden kunnen worden gemonteerd, bewerkt, gewijzigd (naar andere beeldformaten en met toepassing van diverse filters) en naar believen worden geëncodeerd naar verscheidene codecs. De naamverwijzing naar de zogeheten Gordiaanse knoop is gekozen om de complexiteit te duiden van onder meer het aanmerkelijke aantal mogelijke formaten en standaarden van bronbestanden en de mogelijkheden voor zowel audio- als video-effecten (zogenoemde filters) alsook het scala aan verschillende formaten van bronbestanden dat met deze software kan worden bewerkt, en de diversiteit aan bewerkingen en verschillende uitgangsformaten en -resultaten die kan worden bereikt.

## Technologie
Feitelijk is de "Gordian Knot"-software een gebruiksvriendelijke, grafische of GUI-schil waarbij 'onder water' een groot aantal verschillende (kleinere, specifieke) bewerkingtools voor audio en video worden (mee)geïnstalleerd, waaronder formaatconversie-, multiplexing- en demultiplexing-, effect- en filter-software en codecs. Deze kunnen later naar believen specifiek worden aangevuld en al dan niet automatisch worden geïntegreerd in de grafische "Gordian Knot"-interface.